# Республика Вевчани
Республика Вевчани (макед. Вевчани), также известная как Независимая Республика Вевчани — виртуальное государство (с 2000 года). Ранее, в 1991 году (после распада Югославии), существовала в качестве самопровозглашённого государства на территории современной Северной Македонии.

## История
Жители одноимённого македонского села выразили желание создать собственное государство ещё в 1987 году, на фоне действий районной администрации по перенаправлению деревенского водного источника в соседнюю Стругу и последовавших за ними массовых демонстраций жителей Вевчани. В ходе так называемой «чрезвычайной ситуации в Вевчани» полицией были применены электрошокеры-дубинки для разгона демонстрантов — впервые на территории Югославии. Протесты в деревне возобновились с новой силой и были направлены уже против «жестокости в СФРЮ», за расширение демократических прав в Югославии. Кроме того, жители Вевчани не отступали от своей позиции по вопросу перенаправления источников воды. Однако понимая, что их взгляды не получили поддержки в Республике Македонии, граждане Вевчани выступили с инициативой о создании собственного государства.
19 сентября 1991 года, через 11 дней после провозглашения независимости Республики Македония, в селе Вевчани состоялся референдум, в ходе которого 99 % от общего числа жителей проголосовало за создание собственного государства. Формой правления была объявлена республика, вскоре после самопровозглашения были также созданы государственные флаг и герб (с изображением двух Арлекинов, танцующих над волшебным котлом), начат выпуск паспортов и собственной валюты — вевчанского личника. 8 апреля 1993 года село Вевчани попало под юрисдикцию общины Струга (в дальнейшем из её состава была выделена община Вевчани), и «республика» прекратила своё существование. Для привлечения туристов Республика Вевчани была воссоздана в 2000 году в качестве виртуального государства.

## Вевчанский личник
После самопровозглашения Республики Вевчани жители села, стремившиеся к экономической независимости, приступили к выпуску собственной валюты — личника. Выпуск банкнот вевчанского личника осуществлялся в нескольких номиналах: 1, 2, 5, 10, 50, 100, 500 и 1000 личников; дизайн разработал художник Симун Лесоски.
| Год выпуска | Номинальная стоимость | Лицевая сторона                                                                 | Оборотная сторона                             |
| ----------- | --------------------- | ------------------------------------------------------------------------------- | --------------------------------------------- |
| 2000        | 1 личник              | Василь Радиноски, первый президент FECC (в Македонии) и действующий мэр Вевчани | Источник воды в Вевчани                       |
| 2000        | 2 личника             | Бигорский монастырь                                                             | Надписи на фонтанах Бигорского монастыря      |
| 2000        | 5 личников            | Михаил Пупин                                                                    | Генеалогическое древо Михаила Пупина          |
| 2000        | 10 личников           | Василий Великий                                                                 | 13 и 14 января — дни памяти святителя Василия |
| 2000        | 50 личников           | Традиционное платье вевчанской невесты                                          | Плоска (сосуд для воды)                       |
| 2000        | 100 личников          | Димитар Н. Даскалов                                                             | Вевчанская начальная школа                    |
| 2000        | 500 личников          | Наум Попоски                                                                    | Османский документ (XIX век)                  |
| 2000        | 1000 личников         | Фрагмент из цикла «Фелки» Стояна Размоски                                       | Стоян Размоски                                |